# Günther Illi
Günther Illi (* 17. Februar 1957 in Ruit auf den Fildern) ist ein deutscher Filmkomponist und Musiker.
Günther Illi absolvierte ein Wirtschaftsstudium mit dem Schwerpunkt Marketing/Werbung. Danach war er im Marketing einer Plattenfirma beschäftigt. 1990 erschien unter dem Projektnamen illi-noize das Soloalbum Get Ready von ihm. Seit 1996 komponiert er für Film und Fernsehserien. Zu seinen Einsatzbereichen gehören Fernsehfilme wie diverse Tatort- oder Polizeiruf-110-Episoden. Bis 2005 war er Mitglied der Band The Brandalls, die auch Stücke für TV-Produktionen beisteuerte.

## Filmografie (Auswahl)
- 1996–2017: Tatort (Fernsehreihe)
  - 1996:  Das Mädchen mit der Puppe
  - 1999:  Dagoberts Enkel
  - 2003:  Rotkäppchen
  - 2003:  Atlantis
  - 2004:  Gefährliches Schweigen
  - 2004:  Abseits
  - 2006:  Blutschrift
  - 2006:  Liebe am Nachmittag
  - 2007:  Die Falle
  - 2010:  Schmale Schultern
  - 2011:  Unter Druck
  - 2015:  Benutzt
  - 2017:  Fangschuss
- 1998: Schimanski: Rattennest
- 2001–2007: Polizeiruf 110 (Fernsehreihe)
  - 2001:  Fluch der guten Tat
  - 2007:  Tod eines Fahnders
  - 2007:  Verstoßen
- 2003: Weihnachten im September
- 2004: Ein Engel namens Hans-Dieter
- 2004: Männer im gefährlichen Alter
- 2006: Die Nonne und der Kommissar
- 2007: Die Zürcher Verlobung – Drehbuch zur Liebe
- 2009: Der Lehrer (Fernsehserie, 9 Folgen)
- 2009: Die göttliche Sophie
- 2009: Die Nonne und der Kommissar – Todesengel
- 2009: Meine Tochter und der Millionär
- 2009–2012: SOKO Stuttgart (Fernsehserie, 39 Folgen)
- 2010: Zivilcourage
- 2011: Die göttliche Sophie – Das Findelkind
- 2012: 2 für alle Fälle – Manche mögen Mord